# György Bodnár
György Bodnár (n.Karcag, 23 iunie 1927- Budapesta, 29 octombrie 2008) a fost un scriitor și istoric literar maghiar.

## Opere

### Volume
- 1970 A magyar irodalomszemlélet a két világháború között (Viziunea literară maghiară între cele două războaie mondiale), (339 pagini)-studiu, (disertație de docență)
- 1976 Törvénykeresõk (Tanulmányok, esszék, kritikák)  (Căutători  ai dreptății-Studii, eseuri, critici), apărut la editura  Szépirodalmi Kiadó (Editura pentru Literatură), Budapesta, (625 pagini).
- 1988 A «mese» lélekvándorlása – A modern magyar elbeszélés születése  (Transhumanța povestirii-Nașterea povestirilor maghiare moderne), Budapesta, apărut la Szépirodalmi Kiadó în 1988, 456.
- 1993 Juhász Ferenc (Monográfia),Bp., Balassi, 1993, 190. (Kortársaink)
- 1998 Jövõ múlt idõben – Tanulmányok, esszék, kritikák, Bp., Balassi, 1998, 490.
- 2001 Kaffka Margit (Monográfia),      2001, Bp., Balassi, 315.

## Studii critice și recenzii
1. Országos pályázaton elsõ díjat nyert egy karcagi elemista tanuló, Karcagi Hírlap, 1938, június 11.
2. Nagy Péter, Szüreti fürt, Magyar Nemzet, 1959,február 15., 9.
3. Bényei József, Szüreti fürt, Hajdu-Bihari Napló, 1959, március 29.
4. Ungvári Tamás, Kritika és magatartás [Kaffka Margit kritikáiról], Magyar Nemzet,1960, január 17., 10.
5. G.L., Kaffka Margit: Hullámzó élet, Népszabadság, 1960, március 11., 9.10.
6. G.P., Panorama de la littérature hongroise du XXe siècle, Bulletin des Lettres, 1965,november 15.
7. Gerard Guillot, Un panorama dela littérature hongroise du XXe siècle en trois livres,
8. Le Progrès, Le Progrès Soir, 1965, nov.15.
9. E. Bango, Panorama de la littèrature hongroise du XXe siècle, Documentation surEurope Centrale. Institut de Recherches de l’Europe Centrale, Louvain, Vol. III.1965, nov-dec.
10. Wéber Antal, Bodnár György, Törvénykeresõk, Irodalomtörténet, 1977, 2.sz., 538.
11. Koczkás Sándor, Bodnár György, Törvénykeresõk, Kritika, 1977, 4.sz., 27-28.
12. Szakolczay Lajos, A törvénykeresõk etikája, Új Írás, 1976,5.sz., 100-102.
13. Vekerdi László, Korszerû akadémizmus, Jelenkor, 1976, 6.sz., 555-558.
14. Erki Edit, A személet gyõzelme, Élet és Irodalom, 1976, 30.sz., 10.
15. Németh G. Béla, Arány, egyensúly, közérzet, Napjaink, 1976, 7.sz., 4.
16. Almási Miklós, Törvénykeresõk, Magyar Nemzet, 1976, 27., 13.
17. Kulcsár Szabó Ernõ, Kritikai dimenziók, Alföld, 1976, 10.sz., 76-79.
18. Sõtér István, Négy tanulmánykötet, Literatura, 1975, 4-3.sz., 209-217.
19. Koczkás Sándor, Bodnár György, Törvénykeresõk, Kritika, 1977, 4.sz., 27-29.
20. E. Nagy Sándor, Bodnár György, Törvénykeresõk, Kortárs, 1977, 9.sz.,1499-1500.
21. Pomogáts Béla, A törvénykeresõ – Bodnár György hatvanéves, Élet és Irodalom,1987, július 24.,10.
22. F.S., Bodnár György hatvanéves, Új Tükör, 1987, augusztus 2., 31.sz., 43.
23. Juhász Ferenc. Az uszályról integetõk (Bodnár György hatvanadik születésnapjára), Új Írás, 1987, 9.sz., 59-60.
24. Sõtér István, Bodnár György köszöntése, Literatura, 1987, 1-2.sz.,      5-8.
25. Juhász Ferenc. Az ember ünnepe, Tíz évvel ezelõtt, Literatura, 1987, 1-2.sz., 9-13.
26. Pomogáts Béla, Az esszéíró nemzedék krónikása, Literatura, 1987, 1-2.sz., 188-193.
27. A hatvanéves Bodnár György tiszteletére ,Literatura, 1987-1988, 1-2.sz.
28. Bodri Ferenc. A Literatura még újabb száma, Élet és Irodalom, 1988,szeptember 2., 8.
29. Szitányi György: A ’mese’ lélekvándorlása. Bodnár György tanulmánya, Magyar Nemzet, 1989, február  27.
30. Angyalosi Gergely, Bodnár György, A „mese” lélekvándorlása, ItK, 1989,4.sz.,482-485.
31. Sõtér István,Kaffka Margit és a premodernek.
32. Csányi Lászlóó, A modern magyar  széppróza útja. Bodnár György: A ’mese’lélekvándorlása, Új Írás, 1989, 3.sz., 74-77.
33. Domokos Mátyás, Irodalomtudós  a magyar elbeszélés forradalmáról, Kortárs, 1989, 3.sz., 145-147.
34. Csûrös Miklós, Bodnár György: A ’mese’ lélekvándorlása, Irodalomtörténet, 1991, 3-4.sz., 590-593.
35. Pósa Zoltán, Önfelszabadítás a verskatedrálisban, Új Magyarország, 1994, május 9.
36. Tamás Attila, Bodnár György, Juhász Ferenc. Alföld,1994. 9.sz., 82-86.
37. Rónay László, A szerkesztõ vallomása – Bodnár György, Juhász Ferenc, Új Forrás, 1994, 10. sz., 60-66.
38. Imre László, Bodnár György, Juhász Ferenc. Tiszatáj, 1994, 11.sz., 89-91.
39. Juhász Béla, Bodnár György,Juhász Ferenc. Hitel, 1995, 1.sz., 102-104.
40. Angyalosi Gergely, Bodnár György, Juhász Ferenc. ItK, 1995, 5-6.sz.,      676-679.
41. Pomogáts Béla, Értékek védelmében – Bodnár György hetven éve, Literatura, 1997,3.sz., 233-238.
42. Szörényi László, A hetvenéves Bodnár György köszöntése, ItK, 1997, 5-6.sz., 714-716.
43. Ferenczi László, Feladat és szenvedély – Bodnár György, Jövõ múlt idõben,1999, 6.sz., 97-101.
44. Takács Ferenc. Író, asszony,  ember – Bodnár György, Kaffka Margit, Népszabadság, 2002, november 24.
45. Bengi László, Bodnár György: Kaffka Margit, Irodalomismeret, 2002, 1-2.sz., 102-103.
46. Rónay László, Bodnár György: Kaffka Margit, Irodalomtörténet,2002, 3.sz., 445-452.
47. Major Anita, Az emberasszony – Kaffka Margit élete és teremtett világa, Magyar Nemzet, 2002, szeptember 7., 33.
48. Dérczy Péter, Ex Libris - Bodnár György, Kaffka Margit, Élet és Irodalom, 2003, január 10., 23.
49. Múlt jövõ idõben – Írások Bodnár György 75. születésnapjára,zerk. Angyalosi Gergely és Szörényi László, Universitas, 2003.